# 斜带髭鲷
斜带髭鲷（学名：Hapalogenys nitens）为石鲈科髭鲷属的鱼类，又名斑髭鯛、乌过、黑鳃嫂、黑鳍髭鲷、打铁鱼，香港稱為細鱗。属于近海中下层鱼类。其一般栖息于岩礁或泥底海区。该物种的模式产地在广州。

## 分布
本魚分布於西太平洋區，包括日本南部、台灣、朝鮮半島、中國東海、香港等海域。

## 深度
亞潮帶至水深90公尺。

## 特徵
本魚體黃褐色，體側有3或4條淡色縱帶，由鰓裂向尾柄部縱走，但縱帶均不顯著；背鰭硬棘部與軟條部相接的缺刻不深。尾鰭後緣截平。背鰭硬棘11枚、軟條15至16枚；臀鰭硬棘3枚、軟條9至10枚。側線鱗片數58至60枚。體長可達30公分。

## 生態
本魚棲息在沙泥底質的海域，以甲殼類為食。

## 經濟利用
為美味的食用魚，紅燒、煎食皆適宜。